# Boissise-la-Bertrand
 Boissise-la-Bertrand  es una población y comuna francesa, en la región de Isla de Francia, departamento de Sena y Marne, en el distrito de Melun y cantón de Le Mée-sur-Seine.

## Demografía
| 355 | 392 | 541 | 697 | 788 | 889 |
| Para los censos de 1962 a 1999 la población legal corresponde a la población sin duplicidades (Fuente: INSEE [Consultar]) |     |     |     |     |     |